# Île Manitou du Sud
L'île Manitou du Sud, ou South Manitou Island, est une île du lac Michigan (comté de Leelanau) dans l'état du Michigan aux États-Unis.

## Géographie
Située à environ 26 km à l'ouest de Leland, elle s'étend sur 4,8 km de longueur pour une largeur identique. Elle fait partie du Sleeping Bear Dunes National Lakeshore.

## Histoire

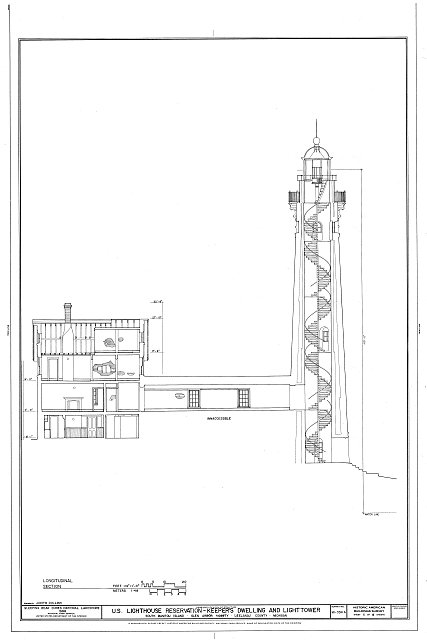
Plan de construction du phare.

Comme sa voisine l'île Manitou du Nord, elle est exploitée dès les années 1830 pour son bois. Un quai est alors construit au milieu d'une baie en forme de croissant de la côte est, seul port naturel d'eau profonde entre Chicago et Buffalo. Le village comprenait en 1847, Burton's Wharf, une maison, un forgeron, une épicerie, une grange et une voie de chemin de fer conduisant à l'intérieur des terres, utilisée pour transporter du bois pour les bateaux à vapeur. Un bureau de poste ouvre en 1870.
L'agriculture s'est progressivement développée mais en raison de son isolement, l'île commence à être désertée dès les années 1870. Elle n'est plus aujourd'hui habitée.
La construction du phare a débuté en 1839. L'île était alors une station portuaire et de ravitaillement importante, arrêt entre Chicago et le détroit de Mackinac. Le phare officiera jusqu'en 1958. Il est encore occasionnellement utilisé les mois d'été.
En 1901, une station avait été construite par l'United States Life-Saving Service. Elle a été fermée en 1958.

## Naufrages

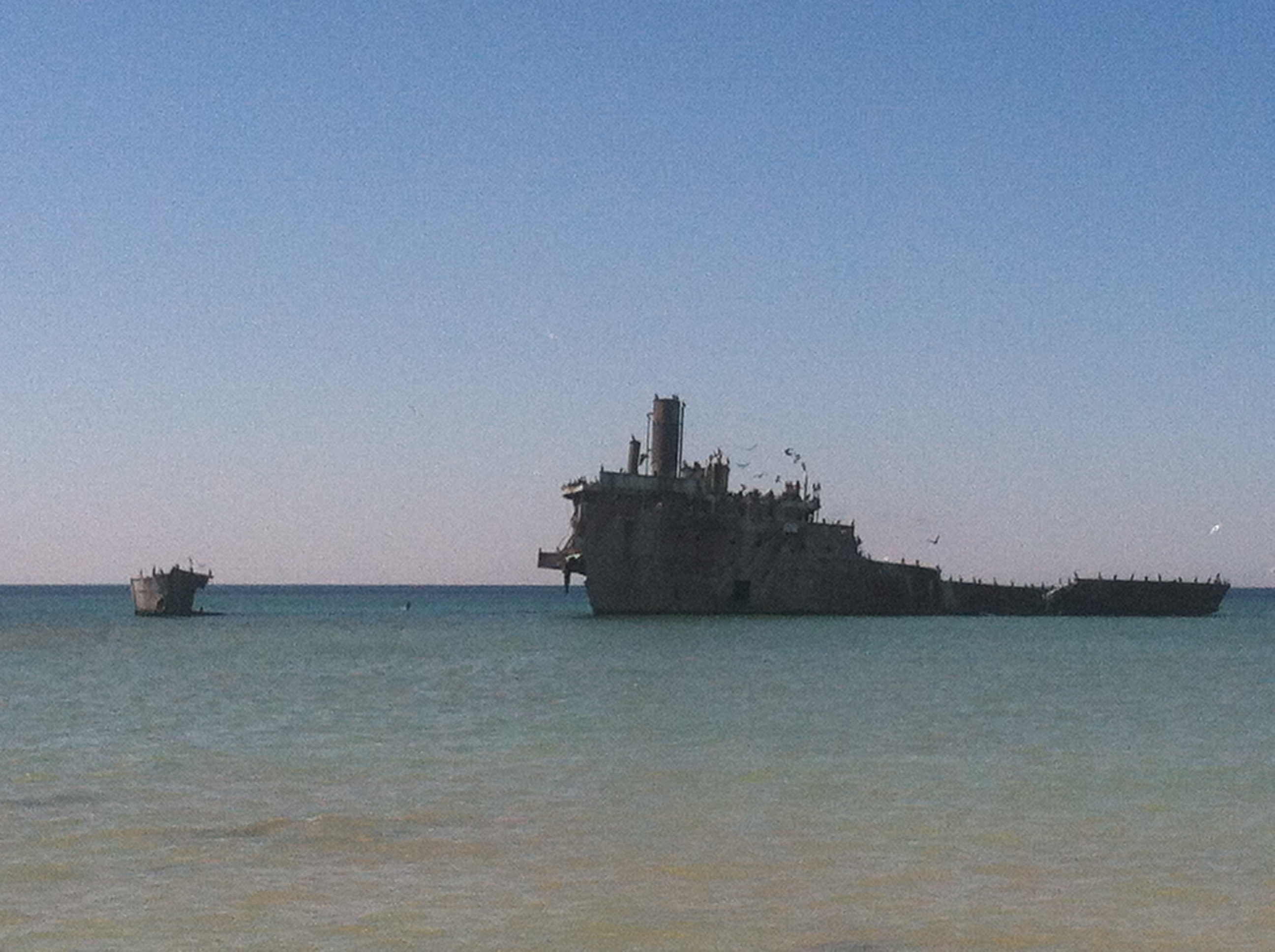
Épave du Francisco Morazan

L'île est célèbre pour être le lieu de plus de cinquante naufrages connus, ce qui en fait un choix populaire pour les amateurs de plongée sous-marine. Une réserve a été créée en 1988 pour conserver la valeur historique et archéologique des cinquante sites connus.